# Майлы
Майлы (каз. Майлы, до 2023 года — Озёрное) — село в Железинском районе Павлодарской области Казахстана. Расположено в 278 км к северу от областного центра — Павлодара и в 140 км к северо-востоку от районного центра — Железинки. Административный центр сельского округа Майлы. Код КАТО — 554257100.
Село было центральной усадьбой бывшего зернового совхоза «Озёрный», образованного в 1954 году на базе части земель орденоносного колхоза «Весёлый труд», колхозов имени Джамбула и имени Амангельды.

## Население
В 1985 году в селе жили 1250 человек. В 1999 году население села составляло 648 человек (311 мужчин и 337 женщин). По данным переписи 2009 года, в селе проживало 218 человек (114 мужчин и 104 женщины).